# Куренной, Александр Михайлович
Алекса́ндр Миха́йлович Куренно́й (род. 26 мая 1947, Клинцы, Брянская область) — советский и российский юрист; доктор юридических наук (1990), профессор (1991), заведующий кафедрой трудового права юридического факультета МГУ имени М. В. Ломоносова; Заслуженный юрист Российской Федерации; почетный железнодорожник; главный редактор журнала «Трудовое право в России и за рубежом».

## Биография
В 1965 году окончил Клинцовский техникум лёгкой промышленности; в 1966—1968 годах служил в Советской Армии.
В 1974 году с отличием окончил юридический факультет Московского государственного университета имени М. В. Ломоносова, в 1977 году — аспирантуру там же по кафедре трудового права.
С 1977 года преподавал на юридическом факультете университета (младший научный сотрудник, старший преподаватель, доцент, профессор).
В начале 1980-х лет шесть был народным заседателем в Ленинском районном суде Москвы, нынешнем Хамовническом суде, затем был судьей Третейского суда для разрешения экономических споров при Торгово-промышленной палате. В 1990—2008 годы преподавал в Академии народного хозяйства при Правительстве Российской Федерации, заведовал кафедрой хозяйственного права и психологии, кафедрой права, кафедрой правового обеспечения государственного управления. Одновременно — декан (1995—2008) факультета руководящих работников органов государственной власти и местного самоуправления (факультета государственной службы), профессор кафедры трудового права Московского университета (1996—2008). В 1992 г. стажировался в юридической фирме «Linklaters & Paines» (Лондон), окончил Слоунскую школу управления Массачусетского института технологии (Program for Senior Executives MIT); в 1992—1997 годы участвовал за рубежом в семинарах по банковскому и страховому праву, по проблемам государственной службы, управления персоналом.
С декабря 2002 г. заведует кафедрой трудового права юридического факультета МГУ имени М. В. Ломоносова, а также является директором Центра трудового права и права социального обеспечения при юридическом факультете МГУ имени М. В. Ломоносова «Труд и право». Читает лекционные и специальные курсы «Трудовое право», «Правовое регулирование оплаты труда».

## Научная деятельность
Основные направления исследований — трудовое право, правовая среда бизнеса.
В 1978 году защитил кандидатскую, в 1990 году — докторскую диссертацию. В 1990—2006 годы участвовал в разработке Трудового кодекса РФ (2001), проекта постановления Пленума Верховного суда РФ «О применении судами Российской Федерации Трудового кодекса Российской Федерации» (принято 17.3.2004), раздела «Труд и занятость населения» проекта Классификатора правовых актов (одобрен Указом Президента Российской Федерации «О классификаторе правовых актов» от 15 марта 2000 № 511 и рекомендован органам государственной власти для использования при формировании банков данных правовой информации и при автоматизированном обмене правовой информацией).
Является главным редактором журнала «Трудовое право в России и за рубежом», членом редакционных коллегий журналов «Российский ежегодник трудового права», «Вестник Московского университета. Серия Право»; членом редакционных советов журналов «Служба занятости», «Вестник Ярославского государственного университета имени П. Г. Демидова. Серия „Экономика. Юриспруденция“», «Трудовое и социальное право» (Минск).
Является членом Учёного Совета юридического факультета, Диссертационного совета при МГУ имени М. В. Ломоносова, Учёного совета Международного Центра МГУ имени Ломоносова; председателем комиссии по социальному законодательству Ассоциации юристов России; сопредседателем секции трудового права Учебно-методического объединения по юридическому образованию; третейским судьёй Третейского суда для разрешения экономических споров при Торгово-промышленной палате Российской Федерации.
Подготовил одного доктора и 10 кандидатов наук.
Автор более 100 научных работ, в том числе монографий и учебников.

### Избранные труды
Источник — электронные каталоги РНБ
- Белокобыльская Т. К., Голиченков А. К., Губин Е. П. и др. По лабиринтам права / [Отв. ред. А. М. Куренной, С. А. Пашин]. — М. : Юрид. лит., 1990. — 335 с. — (Молодёжи о праве).
- Головина С. Ю., Гребенщиков А. В., Иванкина Т. В. и др. Комментарий к Трудовому кодексу Российской Федерации / Отв. ред. А. М. Куренной и др. — М. : Юристъ, 2005. — 1261 с. — (Commentarium)
  -  — 2-е изд., доп. — М. : Городец, 2007. — 733 с.
  -  — 3-е изд., доп. — М. : Норма Инфра-М, 2015. — 847 с.
- Куренной А. М. Активная жизненная позиция советского рабочего : Участие трудящихся в упр. пр-вом. — М. : Профиздат, 1983. — 95 с.
- Куренной А. М. Право рабочих и служащих на участие в управлении производством и его гарантии : Автореф. дис. … канд. юрид. наук. — М., 1978. — 19 с.
- Куренной А. М. Правовые вопросы участия трудящихся в управлении производством. — М. : Изд-во МГУ, 1983. — 96 с.
- Куренной А. М. Производственная демократия и трудовое право. — М. : Изд-во МГУ, 1989. — 216 с.
- Куренной А. М. Производственная демократия: теория и практика правового регулирования : Автореф. дис. … д-ра юрид. наук. — М., 1989. — 48 с.
- Куренной А. М. Трудовое право: на пути к рынку. — М. : Дело, 1995. — 304 с.
- Куренной А. М. Трудовые споры : Практ. коммент. — М. : Дело, 2001. — 447 с.
- Сборник типовых контрактов и руководств, применяемых в международной коммерческой деятельности : Матер. Европ. экон. комис. ООН, Междунар. Торг. палаты, Комис. ООН по праву междунар. торговли и др. междунар. орг / Отв. ред. А. М. Куренной. — М. : СП «Каро», 1991.

учебники и пособия
- Горбачева Ж. А., Дмитриева И. К., Забрамная Е. Ю. и др. Трудовое право России : учебник для студентов высших учебных заведений, обучающихся по направлению 521400 «Юриспруденция» и специальности 021100 «Юриспруденция» МГУ им. М. В. Ломоносова / Под ред. А. М. Куренного. — М. : Юристъ, 2004. — 493 с. — (Классический университетский учебник / Ред. совет: пред. В. А. Садовничий).
  -  — 2-е изд., испр. и доп. — М. : Правоведение, 2008. — 542 с.
- Куренной А. М. Правовое регулирование коллективных трудовых споров : науч.-практ. пособие. — М. : Юстицинформ, 2010. — 189 с. — (Серия «Образование»).

## Награды
- Медаль «В память 850-летия Москвы» (1997)
- знак «Почётный железнодорожник» (2000)[6] — за подготовку высших управленческих кадров для системы МПС
- Заслуженный юрист Российской Федерации (2003)[7].
- Премия «Юрист года» — за защиту социальных и трудовых прав (2020)[8]